# Chiffrement opportuniste
Le chiffrement opportuniste (OE pour Opportunistic Encryption) fait référence à tout système qui, quand il est connecté à un autre système, essaye d'utiliser des méthodes cryptographiques pour établir la communication.
Quand cela n'est pas possible, la communication se fait à travers un canal non chiffré. De cette façon, il n'est pas nécessaire d'avoir une négociation au préalable entre les deux systèmes. Même si elle n'est pas exempte de failles exploitables, elle permet d'implanter facilement et progressivement des solutions cryptographiques sans perturber le fonctionnement des systèmes déjà en place.